# Wolseley 6/90
Wolseley 6/90 är en personbil, tillverkad av den brittiska biltillverkaren Wolseley mellan 1954 och 1959.
Wolseleys nya stora bil 6/90 introducerades våren 1954. Morris motoravdelning hade konstruerat en ny sexcylindrig stötstångsmotor, som ersatte Wolseleys traditionella sexor med överliggande kamaxel. Motorn, kallad BMC:s C-motor, kom sedan till användning i allt fler av BMC:s stora bilar under resten av femtio- och sextiotalet. Växellådan manövrerades med rattspak. Övrig teknik delades med systermodellen Riley Pathfinder. Karossen, som var byggd på en separat ram, var något högre och fronten längre, för att rymma den större motorn. Den stela bakaxeln var upphängd i bakåtriktade bärarmar och ett enkelt tvärstag och avfjädrad med skruvfjädrar. Lösningen gav fin komfort, men även opålitlig väghållning. I slutet av 1955 infördes ett andra tvärstag för att avhjälpa problemet, men det visade sig vara otillräckligt. 
I oktober 1956 presenterades den vidareutvecklade 6/90 Series II. Nu hade man infört gammaldags längsgående bladfjädrar, som gav mer lättförutsedda vägegenskaper. Dessutom hade växelspaken flyttats till golvet, som på Riley Pathfinder. På högerstyrda bilar var växelspaken placerad till höger om förarsätet, mellan säte och dörr.
Redan i maj 1957 efterträddes bilen av 6/90 Series III, med servoassisterade bromsar och större bakruta.
Produktionen uppgick till 11 852 bilar.